# Riccardo Budoni
Riccardo Budoni (Roma, 8 settembre 1959) è un ex calciatore, ex giocatore di calcio a 5 e allenatore di calcio a 5 italiano, che ha ricoperto il ruolo di portiere sia da calciatore che da giocatore di calcio a 5.

## Carriera

### Calcio
Cresce nelle giovanili del Teramo, con cui esordisce in Serie C nella stagione 1977-1978. Nella stagione successiva passa alla Lazio, con cui gioca prevalentemente nel Campionato Primavera conquistando la Coppa Italia nel 1979 e raggiungendo la finale nel Torneo di Viareggio 1980, persa contro il Dukla Praga. Nel finale di stagione 1979-1980 esordice in Serie A a seguito delle sospensioni per il calcioscommesse che colpiscono, tra gli altri, il portiere titolare Massimo Cacciatori. Preferito al portiere di riserva Giuseppe Avagliano nonostante problemi a un ginocchio, debutta nella massima serie il 30 marzo 1980, nel 2-0 interno sul Catanzaro, e a fine stagione le presenze sono in tutto 4.
Nel 1980, dopo la retrocessione e l'acquisto di Maurizio Moscatelli e Aldo Nardin, viene mandato nuovamente in Serie C per maturare esperienza: gioca due stagioni da titolare, a Siena (in Serie C2) ed Empoli (Serie C1). Rientrato alla Lazio, viene ceduto in comproprietà al Brescia, nell'ambito della cessione di Gabriele Podavini ai biancocelesti, ma con le Rondinelle gioca solamente due partite di Coppa Italia, e nel novembre 1983 passa in prestito al Piacenza, in Serie C2. Gioca un'unica partita, che coincide con la sconfitta interna contro il Pavia, e a fine stagione fa rientro al Brescia. Dopo un'altra annata vissuta alle spalle di Roberto Aliboni e culminata con la promozione in Serie B, si trasferisce per una stagione alla Massese in Serie C2: con gli apuani stabilisce una striscia di imbattibilità di oltre 700 minuti. A fine stagione passa allo Spezia, rimanendovi per due campionati in Serie C1 e C2 nei quali viene ricordato dalla tifoseria spezzina per alcune sue incertezze.
Nel 1988, a soli 29 anni, chiude la carriera calcistica per dedicarsi al calcio a 5.

### Calcio a 5

#### Giocatore
Dal 1988 ha militato in numerose squadre di Roma e dintorni, tra cui il Torrino, con cui partecipa al campionato di Serie A 1990-1991. Con la maglia della Lazio Master C5 ha vinto anche un campionato di categoria nel 1997.
Dopo il ritiro, Budoni torna occasionalmente in campo con le maglie di TC Garden Roma e Proginf, nel periodo in cui è anche allenatore della squadra romana.

#### Allenatore e dirigente
Terminata la carriera agonistica, allena diverse squadre nei campionati laziali. È alla guida del Nepi, con cui ottiene la doppia promozione dalla Serie D alla Serie B e la vittoria nella Coppa Italia di Serie C nel 2002; nello stesso anno, tuttavia, viene sostituito da Fulvio Colini e diventa allenatore in seconda e coordinatore delle giovanili. Lasciata Nepi, guida le giovanili del TC Garden Roma (poi ridenomatosi Cinecittà) e della Proginf; all'inizio della stagione 2007-2008 assume la guida della prima squadra, subentrando a Massimo Del Rosso, senza poter evitare la retrocessione in Serie C1. Riconfermato all'inizio della stagione successiva, viene successivamente avvicendato ancora con Del Rosso, e torna ad occuparsi delle giovanili.
Ricopre poi l'incarico di dirigente della Nazionale italiana Master di calcio a 5 e di preparatore dei portieri della Nazionale Under-21 di calcio a 5 dell'Italia. Dal 2012 al 2014 Budoni si divide tra l'incarico con la Nazionale e il ruolo di allenatore del Futbolclub, squadra partecipante al campionato di Serie C2 di calcio a 5. Nel 2014 diventa allenatore del Tc Parioli, Circolo Storico Italiano, la cui massima rappresentativa milita nel campionato di serie C1, confermando il suo impegno con la Nazionale Italiana U21; in seguito guida Capitolina Marconi (Serie B), CCCP Futsal (Serie C1) e Olimpus Roma (A2), sempre nella Capitale.

## Palmarès

### Calcio

#### Giovanili
- Coppa Italia Primavera: 1

Lazio: 1978-1979

#### Club
- Campionato italiano Serie C1: 1

Brescia: 1984-1985

### Calcio a 5

#### Allenatore
- Serie B (calcio a 5): 1

Nepi: 2002-2003 (Vice)
- Serie C1 (calcio a 5): 1

Nepi: 2001-2002